# Brucepattersonius griserufescens
Brucepattersonius griserufescens is een zoogdier uit de familie van de Cricetidae. De wetenschappelijke naam van de soort werd voor het eerst geldig gepubliceerd door Hershkovitz in 1998.

## Voorkomen
De soort komt voor in Brazilië.

## Synoniemen
- Brucepattersonius albinasus Hershkovitz, 1998[2][3]